# Brezje pri Rožnem Dolu
Brézje pri Róžnem Dólu je naselje v Občini Semič.